# Historia Zduńskiej Woli
Historia Zduńskiej Woli:

## Czasy przedlokacyjne
W roku 1314 pojawiła się pierwsza pisemna wzmianka dotycząca terenów Zduńskiej Woli i pierwszego prawdopodobnego właściciela Zdun, którym miał być Andrzej herbu Dołęga — stolnik sieradzki (1314-1318), późniejszych sędzia sieradzki (1327-1330) oraz kasztelan rozpierski (1334-1339).
Pod koniec XIV wieku pojawiła się notatka w Tekach Pstrokońskiego: "Andreas de Zduny alias Wola". Rzeczony Andreas de Zduny alias Wola herbu Dołęga ze Zdun i Kawęczyna był miecznikiem łęczyckim w latach 1386-1403.
Osoby pieczętujące się herbem Dołęga związane ze Zduńską Wolą:
- Andrzej herbu Dołęga — stolnik sieradzki (1314-1318), sędzia sieradzki (1327-1330), kasztelan rozpierski (1334-1339).
- Andreas de Zduny alias Wola herbu Dołęga ze Zdun i Kawęczyna — miecznik łęczycki (1386-1403).
- Mikołaj herbu Dołęga ("Miczek") ze Zdun, Gostkowa i Wartkowic — chorąży mniejszy łęczycki (1393-1414), chorąży większy łęczycki (1415-1432); brat Andreasa.
- Piotr herbu Dołęga (zm. 6.12.1442) — cześnik sieradzki (1402-1405), sędzia sieradzki (1406-1441), syn Andrzeja h. Dołęga.
- Andrzej herbu Dołęga ze Zduńskiej Woli (zm. 21.12.1474) — chorąży mniejszy sieradzki (1454-1473), burgrabia sieradzki; syn Piotra herbu Dołęga
- Jan herbu Dołęga z Paprotni, Woźnik i Pstrokoń — właściciel Zduńskiej Woli od 1487 roku; stolnik sieradzki (1485-1497, chorąży sieradzki (1498), kasztelan sieadzki (1501); jego podpis widnieje na dokumencie Unii Polsko-Litewskiej.

Pieksciński wspomina o dwóch chorążych łęczyckich, pieczętujących się herbem Dołęga: pod pozycją 1412. — Sduński chorąży mniejszy łęczycki; Drogosz z Podola. oraz pod pozycją 1415. — Sduński chorąży łęczycki i brat jego Piotrasz z Woli.
W roku 1673 sporządzono pierwszy inwentarz dóbr zduńskowolskich, a w 1699 przeprowadzono inwentarz całej majętności dóbr Zduńska Wola, przejętych na początku XVIII wieku przez Złotnickiego herbu Prawdzic.
22 grudnia 1766 sporządzono akt erekcyjni parafii rzymskokatolickiej w Zduńskiej Woli, aby rok później — 2 maja 1767 Gnieźnieńska Kuria Arcybiskupia erygowała samodzielną parafię rzymskokatolicką w Zduńskiej Woli, należącej uprzednio do parafii w Korczewie.
Feliks Złotnicki h. Prawdzic — łowczy sieradzki — wystąpił w 1773 roku do króla Stanisława Augusta Poniatowskiego o nadanie przywileju organizowania targów wielkich miejscowości Czekaj. Król przywilej nadał i miejscowość uzyskała prawo organizowania dwunastu targów wielkich rocznie. Po dojściu do pełnoletności, w roku 1788, od Hipolita Masłowskiego — podstolego owruckiego i łowczego wieluńskiego — Antoni Złotnicki (syn Feliksa) otrzymuje dobra Zduńska Wola. Inwentarz stwierdza, że w skład dóbr wchodziły wsie: Zduńska Wola, Kawęczynek, Stęszyce, Opiesin oraz miasteczko Czekaj.
Na początku XIX wieku do Zduńskiej Woli przybywają osadnicy z Krotoszyna, Rawicza, Bojanowa oraz Zielonej Góry. W wyniku prowadzonej przez Stefana Złotnickiego w roku 1818 akcji osadniczej do miasta przybywają osadnicy: sukiennicy oraz tkacze bawełniani z Poznańskiego, Śląska, Czech, Saksonii i Prus; płóciennicy z Czech i Śląska. Osiedlają się także mieszkańcy okolicznych wsi i miast, głównie Żydzi i trudniący się handlem.